# Judith Colell
Pour les articles homonymes, voir Colell.
Judith Colell, née à Barcelone le 14 juillet 1968, est une réalisatrice et productrice de cinéma catalane, présidente de l'Académie du cinéma catalan. 

## Biographie
Originaire de Barcelone, Judith Colell est étudiante à l'Université de Barcelone, puis à l'Université de New York.
En 2006, elle est cofondatrice de l'Association des femmes cinéastes et des milieux audiovisuels aux côtés d'Icíar Bollaín, Chus Gutiérrez et Isabel Coixet. 
En juin 2021, elle succède à la réalisatrice Isona Passola en tant que présidente de l'Académie du cinéma catalan.
Elle enseigne à l'Université Pompeu Fabra, à l'Université Ramon Llull, à Barcelone, et à l'Université de Gérone.
Judith Colell réside dans la ville de Sant Cugat del Vallès.

## Récompenses
- 2001 : Prix Butaca pour le film Nosotras.
- 2010 : Prix spécial du jury au Festival international du film de Saint-Sébastien et prix national du cinéma de la Généralité de Catalogne pour le film Elisa K.